# Лук тёмно-пурпуровый
Лук тёмно-пурпу́ровый, или Лук тёмно-пурпу́рный (лат. Allium atropurpureum) — вид однодольных растений рода Лук (Allium) семейства Амариллисовые (Amaryllidaceae). Растение впервые описано в 1800 году австрийскими ботаниками Францем Адамом фон Вальдштейном и Паулем Китайбелем.

## Распространение, описание
В дикой природе распространён в Австрии, Чехии, Венгрии, на Балканском полуострове и на северо-западе Турции.
Луковичный геофит. Соцветие — зонтик, диаметром 4—7 см, с цветками винно-красного оттенка звездчатой формы. Цветёт в июне. Стрелки высотой 40—70 см. Листья линейные.

## Значение
Выращивается как декоративное растение.

## Синонимика
Синонимичное название — Allium nigrum var. atropurpureum (Waldst. & Kit.) Vis..